# Krameriova cena
Krameriova cena za nezávislou žurnalistiku je literární cena založená v roce 2015 a udělovaná od roku 2016 Asociací nezávislých médií (ANM), která se vymezuje jako sdružení autorů a médií stojících mimo tzv. hlavní proud.
Je považovaná za kontroverzní např. kvůli tomu, že není jasné, která nezávislá média ANM zastupuje, a některá ze známých členských médií jsou považována Centrem proti terorismu a hybridním hrozbám Ministerstva vnitra České republiky za dezinformační. Někteří laureáti z tohoto důvodu cenu odmítli převzít. Z důvodu vazby na dezinformační scénu byla kritizována účast ředitele veřejnoprávního Českého rozhlasu Reného Zavorala v porotě.

## Ročníky

### 2016
Ocenění
- Jan Petránek
- Jan Schneider
- Tereza Spencerová (Literární noviny)
- Ondřej Neff (Neviditelný pes)
- Robert Mikoláš (Český rozhlas)
- Tomáš Hauptvogel (TV Prima)

Porota
- René Zavoral
- Jaroslav Plesl
- František Cinger
- Radomír Pekárek
- Vladimír Skalský
- Stanislav Novotný

### 2017
Ocenění
- Zdeněk Zbořil
- Stanislav Motl
- Vlastimil Vondruška
- Otakáro Maria Schmidt a Kristina Studničková
- Ladislav Větvička
- Jiří Skupien
- Jaromír Nohavica

Porota
- René Zavoral
- Jaroslav Plesl
- Radomír Pekárek
- Vladimír Skalský
- Stanislav Novotný

### 2018
Ocenění
- Alexander Tomský
- Jozef Leikert
- Jaroslav Bašta
- Pavol Dinka
- Dana Kyndrová
- Ján Kuciak[7][5] in memoriam - rodina nepřevzala

Porota
- Tomáš Kňourek
- Jaroslav Plesl
- Radomír Pekárek
- Vladimír Skalský
- Stanislav Novotný[8]

### 2019
Ocenění
- Václav Dvořák
- Pavel Chrastina
- Eva Kantůrková
- Ruslan Petrovič Kocaba
- Martina Kociánová
- Boris Koróni[9]
- Markéta Šichtařová

### 2020
Ocenění
- Jan Keller
- Benjamin Kuras
- Ivan Hoffman
- Gustáv Murín
- Lubomír Huďo
- Ludovít Števko
- Josef Habas Urban

Porota
- Tomáš Kňourek
- Jaroslav Plesl
- Radomír Pekárek
- Jaroslav Bašta
- Stanislav Novotný

### 2021
Ocenění
- Jaroslav Kučera
- Jozef Banáš
- Petr Adler
- Vítězslav Jirásek
- Markéta Slepčíková
- Ondřej Höppner in memoriam

Porota
- Tomáš Kňourek
- Jaroslav Plesl
- Radomír Pekárek
- Jaroslav Bašta
- Stanislav Novotný
- Daniel Váňa

### 2022
Ocenění
- František Dostál
- Literárny týždenník
- LUK – Literatura, umění, kultura
- Štěpán Cháb
- František Roček
- František Kružík
- Martin Nezval
- Pavol Janík
- Viktoria Hradská

Porota
- Jaroslav Plesl
- Radomír Pekárek
- Jaroslav Bašta
- Stanislav Novotný
- Daniel Váňa

### 2023
Ocenění
- Jovan Dezort
- Peter Kršiak
- Alex Koenigsmark in memoriam
- Milan Vidlák
- Petr Bohuš
- Jaroslav Čvančara

Porota
- Tomáš Kňourek
- Daniel Váňa
- Jiří Skupien
- Radomír Pekárek
- Jaroslav Bašta
- Stanislav Novotný

### 2024
Ocenění
- Pavel Kapusta
- Jaroslav Štefec
- Petr Sak
- Tomáš Koloc
- Přemysl Janýr ml.
- Dušan Veselý
- Miloš Zábranský
- Vladimír Kapal in memoriam

Porota
- Viktoria Hradská
- Jiří Skupien
- Tomáš Kňourek
- Daniel Váňa
- Radomír Pekárek
- Ivan Hoffman
- Stanislav Novotný